# Instrument des Jahres
Instrument des Jahres ist eine 2008 vom Landesmusikrat Schleswig-Holstein ins Leben gerufene Initiative, an der sich mittlerweile die Landesmusikräte aus den Bundesländern Baden-Württemberg, Bayern, Berlin, Brandenburg, Bremen, Hamburg, Hessen, Niedersachsen, Nordrhein-Westfalen, Rheinland-Pfalz, Saarland, Sachsen, Schleswig-Holstein und Thüringen beteiligen; sie wollen mit einem Aktionsprogramm ein breites Interesse für ein Instrument und seine Bedeutung wecken. Dabei stehen insbesondere Instrumente im Mittelpunkt, die mehr Beachtung verdienen oder bei denen es sich schwierig gestaltet, musikalischen Nachwuchs zu finden. Das Musikprojekt fördert somit auch die Öffentlichkeitsarbeit für die Musik generell. Verantwortlich für das Jahresthema sind ein oder mehrere Landesmusikräte.

## Die Jahresinstrumente
| Jahr | Name               | Abbildung      | Weitere Informationen |
| ---- | ------------------ | -------------- | --------------------- |
| 2008 | Klarinette         | weitere Bilder |                       |
| 2009 | Trompete           | weitere Bilder |                       |
| 2010 | Kontrabass         | weitere Bilder |                       |
| 2011 | Posaune            | weitere Bilder |                       |
| 2012 | Fagott             | weitere Bilder |                       |
| 2013 | Gitarre            | weitere Bilder |                       |
| 2014 | Bratsche           | weitere Bilder |                       |
| 2015 | Horn               | weitere Bilder |                       |
| 2016 | Harfe              | weitere Bilder |                       |
| 2017 | Oboe               | weitere Bilder |                       |
| 2018 | Cello              | weitere Bilder |                       |
| 2019 | Saxophon           | weitere Bilder |                       |
| 2020 | Geige              | weitere Bilder |                       |
| 2021 | Orgel              | weitere Bilder |                       |
| 2022 | Drumset            | weitere Bilder |                       |
| 2023 | Mandoline          | weitere Bilder | [ 1 ]                 |
| 2024 | Tuba               | weitere Bilder | [ 2 ]                 |
| 2025 | menschliche Stimme | weitere Bilder | [ 3 ]                 |